# Paranthura deodata
Paranthura deodata är en kräftdjursart som beskrevs av Müller 1990. Paranthura deodata ingår i släktet Paranthura och familjen Paranthuridae.
Artens utbredningsområde är Réunion. Inga underarter finns listade i Catalogue of Life.